# Vilnius (districtsgemeente)
Vilnius is een van de 60 Litouwse gemeenten, in het district Vilnius.
De hoofdplaats is de gelijknamige stad Vilnius, dat echter geen deel uitmaakt van het district. De gemeente telt 104.161 inwoners op een oppervlakte van 2129 km². De bevolking bestaat bestaat voor het grootste gedeelte uit etnische Polen.

## Plaatsen in de gemeente
- Nemenčinė – 5892 inwoners (2001)
- Skaidiškės – 4457 inw.
- Rudamina – 3937 inw.
- Pagiriai – 3929 inw.
- Nemėžis – 2601 inw.
- Valčiūnai – 2089 inw.
- Kalveliai – 1848 inw.
- Juodšiliai – 1844 inw.
- Avižieniai – 1695 inw.
- Maišiagala – 1634 inw.
- Vaidotai - 1268 inw.